# Калиниченко, Владимир Валентинович
Влади́мир Валенти́нович Калиниче́нко (8 февраля 1948, Неман, Калининградская область — 2 мая 2008, Киров) — российский философ, специалист в области философии науки, феноменологии и герменевтики. Один из зачинателей феноменологического движения в современной России. Ученик Г. П. Щедровицкого и М. К. Мамардашвили.

## Биография
Родился в г. Неман Калининградской области. Окончил физфак Горьковского госуниверситета имени Н. И. Лобачевского и аспирантуру Института истории естествознания и техники АН СССР, где руководителем его диссертационного исследования был М. К. Мамардашвили. В 1985 году защитил кандидатскую диссертацию «Философский анализ связи естественно-научного и гуманитарного знания».
С 1986 по 1999 гг. работал на кафедре философии Московского государственного историко-архивного института (позже — РГГУ), где читал курсы «Философия И. Канта и её интерпретации», «Феноменология и её проблемы» и др.
В. В. Калиниченко — один из основателей философского факультета РГГУ и кировского филиала РГГУ, директором которого он работал в 2002—2006 гг. Параллельно читал в Вятском государственном гуманитарном университете курсы «Введение в социальную феноменологию», «Философские идеи М. Мамардашвили», «Философская герменевтика» и др.
Член редколлегии журнала «Логос» (с 1991 и до самой смерти). Член групп — участников Европейских проектов по изучению и переводу работ Э. Гуссерля и В. Дильтея (Фрибург, Швейцария; Бохум, Германия).
А. М. Пятигорский называл В. В. Калиниченко единственным человеком, который попытался реально разобраться в философской методологии Мамардашвили.
Скончался от инфаркта 2 мая 2008 года.